# 広澤克実
広澤 克実（ひろさわ かつみ、1962年4月10日 - ）は、茨城県下妻市生まれ、同結城市出身の元プロ野球選手（内野手・外野手、右投右打）、指導者、野球解説者。
登録名は、1995年までは「広沢 克己」、1996年から1998年までは「広沢克」、1999年以降は「広澤 克実」（全て読み同じ）。愛称は「トラ」など。
ヤクルトスワローズ時代は、池山隆寛との「イケトラコンビ」として、主砲として活躍した。読売ジャイアンツと阪神タイガースの両球団で4番打者を務めた唯一の選手でもある。ロサンゼルスオリンピック野球の金メダリスト。

## 経歴

### プロ入りまで
学生時代は、野球だけでなく柔道も経験しており、中学時代には柔道部で北関東準優勝をしており、有段者であるとのこと。柔道の腕前は古田敦也によると、パウンド・フォー・パウンドなら小川直也にも勝つレベルであったかもしれないという。相撲にも造詣があり、ヤクルト時代はキャンプ中に若手と相撲を取って子供のように投げ飛ばしたという。広澤は野球以外も経験した上でプロ野球選手になったことから、幼少期には様々なスポーツをやるべきだ、将来複数のプロスポーツを掛け持ちする選手が日本にも出て来てほしいと主張している。高校は小山高校に進学し1980年夏の栃木大会決勝に進出するが、黒磯高校に完封を喫し、甲子園出場を逸する。高校3年時のドラフトにはかからなかったが、巨人とロッテからドラフト外での入団を打診されたことを明かしている。
卒業後は明治大学文学部に進学。同期に竹田光訓、善波達也（東京ガス - 明大監督）がいる。下級生時代は練習の辛さや人間関係から、何度も辞めようと思ったことがあるというが、先輩の平田勝男が悩んでいる広澤を部屋に呼び、蕎麦などをごちそうし、「食べたら街にでも遊びに行って来い、夜まで帰ってこなくていいぞ」と気を遣ってくれて、広澤は涙が止まらなかったという。大活躍へのスタートを切ったきっかけは、紺白戦（明大では紅白戦のことをこう呼ぶ）のメンバーに入れなかった広澤が、島岡吉郎監督の横で監督用の焚き火と焼き芋の番をしていたところ、島岡から「お前打ってみろ」といきなり代打に指名されたことであった。ここで快打を飛ばし、即ベンチ入りが決まった。
東京六大学リーグでは1983年春季リーグで2年ぶりの優勝に貢献し、同年は史上2人目の2シーズン連続首位打者を獲得した他、4試合連続本塁打のリーグ新記録を達成した。翌1984年にはロサンゼルスオリンピックで野球日本代表チームの一員として出場した。決勝戦で本塁打を打ち、金メダル獲得に貢献。また、同年の秋季リーグでも在学中3度目の優勝を飾っている。
リーグ通算69試合に出場し248打数87安打、打率.351、18本塁打、47打点。ベストナイン3回。1983年、1984年には、日米大学野球選手権大会日本代表に選出されている。

### ヤクルト時代
1984年のドラフト1位で日本ハムファイターズ、西武ライオンズ、ヤクルトスワローズが競合し、抽選の結果ヤクルトに入団した。契約金7,000万円。
ヤクルトでは大杉勝男の引退後、有望な選手が入団するまで保留欠番となっていた背番号8を与えられた。
ルーキーイヤーの1985年は、4月13日の中日戦でプロ初出場を果たし、6月から一塁のレギュラーとなった。最終的には110試合に出場して打率.250、18本塁打、52打点と、ルーキーイヤーから中心打者として活躍した。
若手時代のヤクルトは弱小球団で、本人曰く「5月から消化試合（正式な消化試合ではない）」と表現するほどであり、アマチュア時代は小山高、明大とある程度強い学校に在籍していた広澤は「野球ってこんなに負けるんだな」とショックを受けた。
1986年、土橋正幸監督は広澤を我慢して起用し、シーズンを通して一塁のレギュラーを守り、打率.253、16本塁打、45打点と、出場機会を増やして規定打席に到達した。
1987年、関根潤三が監督に就任し、一塁手にレオン・リーとボブ・ホーナーが起用され、広澤は右翼手にコンバートされた。広澤は関根に「全試合に出ろ」と言われ、紅白戦を含めて休みなく、公式戦移動日も猛練習を課された。打率.284、本塁打19本、打点60と結果を残した。
1988年の開幕時は6番右翼手だったが、8月以降は4番に据えられた。このシーズン以降、池山隆寛と共に「イケトラコンビ」、または「HI砲」（H＝広沢、I＝池山）と呼ばれ、ヤクルトの主軸を形成した。打率.288、30本塁打（キャリアハイ）、80打点と4番に相応しい成績を残し、自身初となるベストナインに選ばれた（外野手選出）。
1989年はシーズンを通してほぼ5番右翼手で起用されたが、打撃成績は打率.270、17本塁打、59打点と、前年より成績を落としている。池山、ラリー・パリッシュと共に三振を量産し、100三振トリオと呼ばれた。
1990年に広沢好輝が入団したため、1994年まではスコアボード・新聞上の表記が「広沢克」に変更。後年、これが登録名となる。
1990年のシーズンから野村克也が監督に就任。5月からは不動の4番として出場し、以降ヤクルト時代はほぼ4番打者として起用された。中軸打者を務めた時期の間、打順が変わることはあったものの、連続試合出場を続けた（1986年10月12日から記録が始まり、最終的には1995年10月8日まで、1180試合連続出場の記録を作っている）。なお、野村の自宅を訪ねた時、広澤が打点王のタイトルを獲得した記念にプレゼントした空気清浄機が古くなっても使用されているのを見て、とても嬉しかったとのエピソードを後年にスポーツニッポンの引退記念コラムで語っている。
開幕は3番三塁手、5月から4番一塁手、6月末から4番右翼手でシーズンを通して起用された。5月30日時点で打率4割を記録するなど、首位打者を独走していたが、後半戦で失速。しかし、最終的には打率.317、25本塁打、72打点の成績を残し、2度目のベストナインに選出された。
1991年はシーズンを通して4番一塁手で起用され、打率.278、27本塁打、打点はキャリアハイの99打点を稼ぎ、自身初のタイトルとなる打点王を獲得している。外野手としては20試合にしか出場していないが、この年も外野手としてベストナインに選出された。
1992年は、打率.276、25本塁打、85打点を記録。入団からこの年までシーズン100三振以上を繰り返したが、打率は.250以上を維持している。この年、ヤクルトはリーグ優勝を果たし、初めて日本シリーズに出場した。西武ライオンズとの日本シリーズ第7戦では広澤の本塁スライディングが流れを変えたとされ、今なお様々な意見がある。
1993年は打率.288、25本塁打、94打点で、2度目の打点王を獲得。同年の日本シリーズでは前年と同じく西武と対戦し、第7戦初回に渡辺久信から3ランホームランを放って、初の日本一を達成した。この年は一塁手としてベストナインに選出された。
1994年も打率.271、26本塁打、73打点と安定した成績を残したが、球団社長と待遇を巡って対立があり、オフの移籍に繋がった。

### 巨人時代
1994年オフにFA宣言し、同年12月5日に5年契約で読売ジャイアンツに移籍。監督の野村は、この移籍には巨人の体質ゆえに反対しており、広澤が巨人を戦力外後に阪神に移籍した際には、広澤は野村が正しかったと認めたことを野村が後のインタビューで明かしている。
巨人初年度となる1995年は、落合博満が不動の4番一塁手だったため、広澤は5番左翼手で起用された。20本塁打、72打点と長打力は健在だったが、打率は.240に落としている。広澤の打率が.250を下回ったのはプロ入り以降、初めてだった。開幕から極度の不振も、連続試合出場のため全試合に出場した。
1996年はオープン戦で西武の石井丈裕から死球を受けて骨折したため開幕に間に合わず、連続試合出場はストップした。この年は、回復後も出場機会が少なく、スタメン復帰は7月以降で、同年の日本シリーズでもベンチ入りできなかった。シーズンオフに広澤自ら自由契約を申し入れたが、フロントに説得されて残留した。
1997年、松井秀喜が中堅手にコンバートされたことから、広澤は左翼から右翼手にコンバートされ、一塁にはFAで移籍してきた清原和博が起用された。9月26日の中日ドラゴンズ戦ではサイクル安打を達成。打率.280、22本塁打、67打点と、ヤクルト時代の安定した打撃が復活した。だが、翌年からレギュラーを失ったため、シーズン100試合出場はこの年が最後になった。
1998年、外野は左翼に清水隆行、中堅に松井、右翼に大型新人の高橋由伸が起用され、広澤は控えに回ることになった。出場機会が限られた中でも、打率.301、9本塁打、25打点と存在感を示した。
1999年、4月29日のヤクルト戦（大阪ドーム）で元同僚の川崎憲次郎から中前安打で出塁したが、二塁への盗塁を試みて右肩を脱臼。これがきっかけでシーズンを棒に振り、同年のスタメン出場は無かった。
広澤は後年、巨人での5年間を「マスコミの批判記事が気になり自分を見失っていた」と振り返っている。

### 阪神時代
1999年11月5日に巨人を自由契約となり、同年12月3日に阪神タイガースへ移籍することが発表される。2000年からは、かつての恩師である野村の下で再びプレーすることとなった。
野村は、当時阪神の主力選手だった大豊泰昭と揉めていたこともあり、前年の肩脱臼が完治していない影響で送球に支障があった広澤を4番、一塁手で起用したこともあった。入団後初のお立ち台で「早く六甲おぼし…おろしを覚えますんで、よろしくお願いします」とコメントした。シーズン序盤は大豊と一塁のレギュラー争いを続けたが、広澤の調子が悪かったこともあって6月半ば以降は代打中心の起用になった。最終的には打率.217、5本塁打、16打点と、シーズン終了まで復調出来ずに終わった。
2001年、シーズン序盤は一塁手に主にイバン・クルーズが起用され、広澤は左投手先発試合で一塁手、右翼手として起用された。6月21日、阪神甲子園球場で行われた巨人戦で代打サヨナラ適時打を打った後、お立ち台で「次サヨナラ打ったら、ここで『六甲おろし』歌いますんで」と公約し、井川慶が完封勝利を挙げた8月29日の巨人戦で6回裏に高橋尚成から唯一の得点となるソロ本塁打を打ち、お立ち台で『六甲おろし』を歌ってその公約を達成した。クルーズが負傷離脱した7月28日以降は一塁のレギュラーとして起用され、打率.284、12本塁打、46打点と安定した打撃が復活した。
2002年、大学の先輩でもある星野仙一監督が就任。一塁手はオリックス・ブルーウェーブから移籍してきたジョージ・アリアスがほぼレギュラーとして起用され、シーズンを通して代打中心の起用だったが、少ない出場機会で打率.288、1本塁打、11打点を記録した。
2003年もほぼ代打中心の起用だったが、チームが不振に陥った8月16日以降に先発出場している。阪神はこの年1985年以来のリーグ優勝を果たし、打率.306、4本塁打、15打点と優勝に貢献した。この年限りでの現役引退を決めていた広澤は、福岡ダイエーホークスとの日本シリーズで、5打席連続三振というシリーズタイ記録を作ったが、第7戦の9回表二死から矢野輝弘の代打で登場し、当時新人だった和田毅から左翼席へ本塁打を打ち、日本シリーズ歴代最年長（当時41歳6か月）の本塁打を記録（日本シリーズでは1992年と1993年に1本ずつ記録しているので、自身通算3本目である。しかし試合に負けたことで、この打席が現役としての最終打席になった）。日本シリーズ終了後、正式に現役引退を表明。
ヤクルト時代の1992年と1993年、巨人時代の1996年、そして阪神時代の2003年と、巨人では日本シリーズに出場していないが、属した全3球団で優勝を経験した。現役19年間で退場処分を受けたことは一度もない。
日本シリーズの代打本塁打は、2022年時点では阪神の選手が日本シリーズで打った最後の本塁打となっていた。

### 引退後
引退後はNHKとスポーツニッポンの野球解説者に就任した。関西では朝日放送『虎バン』（毎月1回程度）と関西テレビ放送『ぶったま!』（レギュラー）にもコメンテーターとして出演した。
2006年10月17日に阪神の一軍打撃コーチ就任が発表され、4年ぶりの現場復帰を果たした。2007年はチーム打率・得点・打点・安打・本塁打がリーグ最下位に低迷し、2008年は13ゲーム差をつけながら巨人に追い抜かれるという記録的なV逸の責任を取り、監督の岡田彰布、チーフ野手コーチの吉竹春樹と共に辞任した。
2009年からは再びスポーツニッポンの評論家を務めているが、前回と違い放送局との専属での契約は行わず、フリーの立場（主にサンテレビなど関西の放送局でのゲスト解説が多かったが、2012年からサンテレビ・仙台放送解説者となった）での本数契約で出演している。
2011年11月に野球カンボジア代表のコーチに就任した。
2014年に自身のブログで引退後にメニエール病を患っていることが明かされた。2015年に、その詳細を語っている。
所属事務所は株式会社ビッグベンを経て、2019年現在はジャパン・スポーツ・マーケティングがマネージメントを請け負っている。2018年よりABEMA「東京六大学野球中継」解説者を務める。
2018年3月、日本ポニーベースボール協会理事長に就任。

## 詳細情報

### 年度別打撃成績
| 年 度      | 球 団      | 試 合 | 打 席 | 打 数 | 得 点 | 安 打 | 二 塁 打 | 三 塁 打 | 本 塁 打 | 塁 打 | 打 点 | 盗 塁 | 盗 塁 死 | 犠 打 | 犠 飛 | 四 球 | 敬 遠 | 死 球 | 三 振 | 併 殺 打 | 打 率 | 出 塁 率 | 長 打 率 | O P S |
| ---------- | ---------- | ----- | ----- | ----- | ----- | ----- | -------- | -------- | -------- | ----- | ----- | ----- | -------- | ----- | ----- | ----- | ----- | ----- | ----- | -------- | ----- | -------- | -------- | ----- |
| 1985       | ヤクルト   | 110   | 368   | 336   | 36    | 84    | 11       | 1        | 18       | 151   | 52    | 1     | 0        | 1     | 1     | 26    | 2     | 4     | 102   | 9        | .250  | .311     | .449     | .760  |
| 1986       | ヤクルト   | 116   | 414   | 379   | 38    | 96    | 14       | 1        | 16       | 160   | 45    | 5     | 0        | 5     | 1     | 24    | 2     | 5     | 103   | 12       | .253  | .306     | .422     | .728  |
| 1987       | ヤクルト   | 130   | 512   | 461   | 61    | 131   | 21       | 3        | 19       | 215   | 60    | 9     | 2        | 1     | 4     | 41    | 1     | 5     | 105   | 16       | .284  | .346     | .466     | .813  |
| 1988       | ヤクルト   | 130   | 544   | 496   | 71    | 143   | 26       | 0        | 30       | 259   | 80    | 13    | 7        | 1     | 3     | 43    | 2     | 1     | 111   | 12       | .288  | .344     | .522     | .867  |
| 1989       | ヤクルト   | 130   | 529   | 470   | 63    | 127   | 16       | 0        | 17       | 194   | 59    | 11    | 5        | 1     | 2     | 49    | 1     | 7     | 125   | 11       | .270  | .347     | .413     | .759  |
| 1990       | ヤクルト   | 130   | 566   | 496   | 81    | 157   | 23       | 1        | 25       | 257   | 72    | 4     | 1        | 0     | 3     | 64    | 3     | 3     | 128   | 11       | .317  | .396     | .518     | .914  |
| 1991       | ヤクルト   | 132   | 550   | 492   | 71    | 137   | 24       | 2        | 27       | 246   | 99    | 8     | 3        | 0     | 2     | 53    | 5     | 3     | 129   | 11       | .278  | .351     | .500     | .851  |
| 1992       | ヤクルト   | 131   | 577   | 503   | 84    | 139   | 18       | 0        | 25       | 232   | 85    | 3     | 0        | 1     | 2     | 70    | 0     | 1     | 130   | 16       | .276  | .365     | .461     | .826  |
| 1993       | ヤクルト   | 132   | 584   | 524   | 87    | 151   | 22       | 0        | 25       | 248   | 94    | 7     | 1        | 0     | 5     | 55    | 2     | 0     | 96    | 17       | .288  | .353     | .473     | .826  |
| 1994       | ヤクルト   | 130   | 552   | 501   | 63    | 136   | 27       | 3        | 26       | 247   | 73    | 6     | 1        | 0     | 5     | 45    | 3     | 1     | 78    | 21       | .271  | .330     | .493     | .823  |
| 1995       | 巨人       | 131   | 512   | 446   | 55    | 107   | 18       | 3        | 20       | 191   | 72    | 6     | 1        | 0     | 4     | 58    | 1     | 4     | 88    | 14       | .240  | .330     | .428     | .758  |
| 1996       | 巨人       | 38    | 103   | 91    | 9     | 18    | 3        | 0        | 4        | 33    | 13    | 0     | 0        | 0     | 1     | 11    | 0     | 0     | 29    | 4        | .198  | .282     | .363     | .644  |
| 1997       | 巨人       | 126   | 477   | 428   | 56    | 120   | 13       | 1        | 22       | 201   | 67    | 2     | 1        | 1     | 2     | 43    | 2     | 3     | 115   | 19       | .280  | .349     | .470     | .818  |
| 1998       | 巨人       | 73    | 192   | 163   | 25    | 49    | 7        | 1        | 9        | 85    | 25    | 1     | 2        | 1     | 2     | 25    | 1     | 1     | 48    | 1        | .301  | .393     | .521     | .914  |
| 1999       | 巨人       | 16    | 16    | 14    | 2     | 2     | 0        | 0        | 1        | 5     | 1     | 0     | 1        | 0     | 0     | 2     | 0     | 0     | 6     | 1        | .143  | .250     | .357     | .607  |
| 2000       | 阪神       | 48    | 125   | 115   | 10    | 25    | 1        | 0        | 5        | 41    | 16    | 1     | 0        | 0     | 0     | 10    | 0     | 0     | 37    | 2        | .217  | .280     | .357     | .637  |
| 2001       | 阪神       | 95    | 296   | 268   | 21    | 76    | 7        | 2        | 12       | 123   | 46    | 1     | 0        | 1     | 3     | 23    | 0     | 1     | 66    | 8        | .284  | .339     | .459     | .798  |
| 2002       | 阪神       | 58    | 80    | 66    | 2     | 19    | 1        | 0        | 1        | 23    | 11    | 0     | 1        | 0     | 1     | 12    | 0     | 1     | 15    | 4        | .288  | .400     | .348     | .748  |
| 2003       | 阪神       | 37    | 68    | 62    | 8     | 19    | 3        | 0        | 4        | 34    | 15    | 0     | 0        | 0     | 0     | 6     | 0     | 0     | 18    | 3        | .306  | .368     | .548     | .916  |
| 通算：19年 | 通算：19年 | 1893  | 7065  | 6311  | 843   | 1736  | 255      | 18       | 306      | 2945  | 985   | 78    | 26       | 13    | 41    | 660   | 25    | 40    | 1529  | 192      | .275  | .345     | .467     | .812  |

- 各年度の太字はリーグ最高

### タイトル
- 打点王：2回（1991年、1993年）
- 最多勝利打点：2回（1990年、1992年） ※特別賞

### 表彰
- ベストナイン：4回（外野手部門：1988年、1990年、1991年 一塁手部門：1993年）
- 月間MVP：3回（野手部門：1990年5月、1991年6月、1992年5月）
- オールスターゲームMVP：1回（1991年 第2戦）
- 報知プロスポーツ大賞：1回（1993年）

### 記録
初記録
- 初出場：1985年4月13日、対中日ドラゴンズ1回戦（ナゴヤ球場）、7回表に宮本賢治の代打で出場
- 初打席・初三振：同上、7回表に小松辰雄から
- 初先発出場：1985年4月17日、対広島東洋カープ2回戦（明治神宮野球場）、8番・一塁手で先発出場
- 初安打：1985年4月24日、対阪神タイガース2回戦（阪神甲子園球場）、6回表に益山性旭から
- 初打点：1985年5月10日、対横浜大洋ホエールズ6回戦（横浜スタジアム）、4回表に金沢次男から
- 初本塁打：1985年6月5日、対中日ドラゴンズ6回戦（明治神宮野球場）、5回裏に堂上照からソロ

節目の記録
- 100本塁打：1989年9月27日、対中日ドラゴンズ22回戦（明治神宮野球場）、7回裏に鹿島忠からソロ ※史上156人目
- 150本塁打：1991年9月12日、対横浜大洋ホエールズ26回戦（明治神宮野球場）、1回裏に石井忠徳から左越3ラン ※史上93人目
- 1000安打：1992年9月22日、対広島東洋カープ20回戦（明治神宮野球場）、4回裏に長冨浩志から ※史上168人目
- 1000試合出場：1992年9月27日、対阪神タイガース23回戦（明治神宮野球場）、4番・一塁手で先発出場 ※史上308人目
- 1000三振：1993年8月22日、対阪神タイガース18回戦（明治神宮野球場）、1回裏に中西清起から ※史上16人目
- 200本塁打：1993年9月25日、対中日ドラゴンズ24回戦（明治神宮野球場）、10回裏に郭源治からサヨナラソロ ※史上64人目
- 250本塁打：1996年7月17日、対中日ドラゴンズ12回戦（東京ドーム）、6回裏に平沼定晴から2ラン ※史上36人目
- 1500試合出場：1997年6月28日、対中日ドラゴンズ13回戦（ナゴヤドーム）、5番・右翼手で先発出場 ※史上119人目
- 1500安打：1997年8月10日、対中日ドラゴンズ21回戦（東京ドーム）、4回裏に山本昌から中前安打 ※史上72人目
- 300本塁打：2001年9月12日、対ヤクルトスワローズ24回戦（阪神甲子園球場）、5回裏に入来智から左中間越2ラン ※史上26人目
- 1500三振：2002年7月31日、対横浜ベイスターズ20回戦（阪神甲子園球場）、1回裏に吉見祐治から ※史上5人目

その他の記録
- サイクルヒット：1997年9月26日、対中日ドラゴンズ24回戦（東京ドーム） ※史上48人目[注 5]
- 連続試合出場：1180（1986年10月12日 - 1995年10月8日）
- オールスターゲーム出場：8回（1987年 - 1994年）

### 背番号
- 8（1985年 - 1994年）
- 80（1995年 - 1996年）
- 10（1997年 - 1999年）
- 31（2000年 - 2003年）
- 85（2007年 - 2008年）

### 登録名
- 広沢 克己（ひろさわ かつみ、1985年 - 1995年）
- 広沢 克（ひろさわ かつみ、1996年 - 1998年）
- 広澤 克実（ひろさわ かつみ、1999年 - 2003年）

### 登場曲
- 『HOLD YOUR LAST CHANCE』長渕剛[42]

## 関連情報

### 出演
現在の出演番組
- 亀ちゃんのタイガースに檄! - 2009年度からコメンテーターとして出演
- サンテレビボックス席 - 2010年度からゲスト解説。2012年より専属解説
- スポルたん!LIVE
- 野球道 (フジテレビ系列) - 2009年にはフジテレビ制作のヤクルト対巨人戦に1試合ゲスト出演。2012年より仙台放送制作の楽天主催カードの解説を担当
- S☆1 - 2010年よりプロ野球解説者として準レギュラー出演
- 侍プロ野球 - 2014年よりCSTBSチャンネルで放送[注 6]の横浜DeNA主催カード（主に対阪神戦）の解説を担当
- 週刊タイガースかわら版 - ケーブルテレビ局のベイ・コミュニケーションズが放送
- 広澤克己のゴルフに夢中（サンテレビ 2022年3月開始）

過去の出演番組
- NHKプロ野球 - 最初の野球解説者時代に解説を務めた野球中継番組（2004年 - 2006年）
- MBSタイガースライブ - 2009・2010年度ゲスト解説
- ぶったま!
- 虎バン
- 秘密のケンミンSHOW(2011年1月13日)
- 広澤克実とDr.イトーのレーザー交遊録!（MBSラジオ）
- ガリレオ 禁断の魔術（2022年9月17日、フジテレビ） - 元プロ野球選手 役

### 書籍
- 「インパクトから考える新しいバッティング論―弱点を克服!より確実に、より遠くに飛ばせ!」（2012年8月、ベースボールマガジン社）ISBN 4583104588

### DVD
- 「広澤克実のフォーカスゾーン打撃理論」（2014年12月、ベースボールドットコム）